# Llista de capítols de Naruto
Naruto (ナルト) és un manga creat per Masashi Kishimoto i posteriorment adaptat a l'anime per Hayato Date que narra les aventures d'un ninja adolescent hiperactiu anomenat Naruto Uzumaki, que aspira a convertir-se en l'Hokage de la Vila Oculta de la Fulla (Konoha) perquè tothom reconegui la seva vàlua. La sèrie està basada en un one shot del mateix Kishimoto que feu l'agost de 1997 per a la revista Akamaru Jump.

## Publicació
El 1999, Naruto començà a ser publicat per l'editorial Shūeisha en l'edició japonesa Shonen Jump, el qual es va recopilar 72 volums.
A Catalunya el manga va arribar per primer cop en català l'1 de juny de 2006 a mans de l'editorial Glénat/Editores de Tebeos, la qual es va encarregar del manga fins al volum 54, moment en què va passar a Planeta DeAgostini/Planeta Cómic. Aquesta editorial finalment va acabar la publicació del manga i fins i tot va reeditar-ne tots els volums antics. Al 29 Manga Barcelona, Planeta va anunciar que faria una reedició del manga 3 volums en 1 anomenada Naruto Jump Remix, la qual es va començar a publicar el 3 d'abril de 2024.

## Llista de volums publicats

### Edició original
En aquesta llista s'inclouen els ISBN originals de Glénat/EDT i els de l'edició de Planeta. Les dates de publicació són les originals.
| Volum | ISBN                                                                       | Data de publicació original |
| --- | -------------------------------------------------------------------------- | --------------------------- |
| 1 | ISBN 978-84-8449-966-4 (Glénat/EDT) ISBN 978-84-15821-06-9 (Planeta Cómic) | 1 de juny de 2006           |
| Capítols: - 1: Naruto Uzumaki - 2: Konohamaru - 3: Jo sóc en Sasuke! - 4: Kakashi Hatake! - 5: Una distracció és el pitjor enemic! - 6: En Sasuke no és d'aquests - 7: La conclusió d'en Kakashi |                                                                            |                             |
| A la Vila Oculta de Konoha, en Naruto, un xicot problemàtic que estudia a l’acadèmia de ninges, es dedica a fer una entremaliadura darrera l’altra. El seu somni és heretar algun dia el nom de Hokage, reservat als grans herois de cada generació, i convertir-se en el millor ninja de la història. Però quin és el secret que amaga el naixement d’en Naruto...!?                                               |                                                                            |                             |
| 2 | ISBN 978-84-8449-967-1 (Glénat/EDT) ISBN 978-84-15821-07-6 (Planeta Cómic) | 28 de juliol de 2006        |
| Capítols: - 8: Que esteu suspesos us dic! - 9: El pitjor client! - 10: Dos de menys! - 11: Ja som aquí!! - 12: S'ha acabat! - 13: Sóc un ninja! - 14: Atac sorpresa! - 15: El retorn del sharingan! - 16: I tu qui ets?! - 17: Els preliminars de la batalla!! |                                                                            |                             |
| En Naruto, en Sasuke i la Sakura, que han aconseguit superar la prova del professor Kakashi per convertir-se en genin (ninges aprenents de grau inferior), s'enfronten a una missió important: protegir el senyor Tazuna, un constructor de ponts de renom, durant el seu viatge. Però unes ombres assassines els sotgen...                                                                                         |                                                                            |                             |
| 3 | ISBN 978-84-8449-968-8 (Glénat/EDT) ISBN 978-84-15821-08-3 (Planeta Cómic) | 1 de setembre de 2006       |
| Capítols: - 18: Comença l'entrenament - 19: El signe del coratge - 20: Un país on hi havia un heroi - 21: Trobada al bosc! - 22: Bons contrincants! - 23: Dos atacs inesperats! - 24: Velocitat! - 25: Per un somni! - 26: La dissecció del sharingan - 27: Desperta't! |                                                                            |                             |
| En Zabuza, el dimoni que se suposa que va aniquilar en Kakashi amb el sharingan, encara és viu! La situació es posa molt tensa per al Naruto i els seus amics, que han anat al País de les Onades per protegir el vell Tazuna. Però no és moment per a lamentacions! Sota la tutela del professor Kakashi, en Naruto, en Sasuke i la Sakura reprenen l’entrenament.                                                 |                                                                            |                             |
| 4 | ISBN 978-84-8449-969-5 (Glénat/EDT) ISBN 978-84-15821-09-0 (Planeta Cómic) | 22 de setembre de 2006      |
| Capítols: - 28: El kyûbi! - 29: Una persona important! - 30: Vet aquí el teu futur! - 31: Cadascú, a la seva lluita! - 32: Una arma anomenada ninja - 33: El pont dels herois! - 34: Invasors?! - 35: L'Iruka vs. Kakashi?! - 36: Les cabòries de la Sakura |                                                                            |                             |
| En Sasuke ha protegit en Naruto i cau a terra...!! La tristesa i la ràbia d’en Naruto provoquen un canvi en el seu interior. Què farà en Haku després de rebre el cop de puny enfurismat del nostre protagonista...!? Com s'acabarà l’enfrontament entre en Zabuza i en Kakashi!? S'acosta la conclusió de la nissaga del País de les Onades!                                                                       |                                                                            |                             |
| 5 | ISBN 978-84-8449-970-1 (Glénat/EDT) ISBN 978-84-15821-10-6 (Planeta Cómic) | 27 d'octubre de 2006        |
| Capítols: - 37: Completament incompetibles! - 38: START!! - 39: Aspirants! - 40: La primera prova! - 41: Temptacions irresistibles?! - 42: Cadascú, una batalla! - 43: La desena pregunta! - 44: Capacitats a prova! - 45: La segona prova! |                                                                            |                             |
| En Naruto, en Sasuke i la Sakura es presenten a l’examen d’accés a chûnin per recomanació del professor Kakashi! Abans d’entrar a l’aula on se celebrarà la prova, un noi desafia en Sasuke... Això és un presagi d’un enfrontament encara més gran! Finalment comencen les proves, en què s'hi reuneixen els ninges més forts i astuts...                                                                          |                                                                            |                             |
| 6 | ISBN 978-84-8449-971-8 (Glénat/EDT) ISBN 978-84-15821-11-3 (Planeta Cómic) | 1 de desembre de 2006       |
| Capítols: - 46: La contrasenya és...! - 47: Depredador! - 48: L'objectiu és...! - 49: Covard!! - 50: Jo sola! - 51: La bella bèstia!! - 52: Amb una condició! - 53: La decisió de la Sakura! - 54: La Sakura i l'Ino |                                                                            |                             |
| Comença la segona prova de l’examen d’ascens a chûnin!! En Naruto i els seus companys s'endinsen en un bosc misteriós on participaran en una batalla tots contra tots per tal d’aconseguir els rotlles dels equips rivals. Però algú està movent fils d’amagat de tothom... Què passarà durant aquesta prova en què els aspirants es juguen la vida...!?                                                            |                                                                            |                             |
| 7 | ISBN 978-84-8357-049-4 (Glénat/EDT) ISBN 978-84-15821-12-0 (Planeta Cómic) | 29 de desembre de 2006      |
| Capítols: - 55: Lluita acarnissada! - 56: La força rebuda! - 57: 10 hores abans - 58: Testimonis!! - 59: Tragèdia de sorra! - 60: L'última oportunitat! - 61: El camí a seguir! - 62: Atzucac!! - 63: Un altre rostre |                                                                            |                             |
| “En Sasuke em voldrà tornar a veure”. Amb aquestes paraules, l’Orochimaru desapareix i dexa amb un pam de nas en Naruto i els seus companys... Però el segell malèfic de l’Orochimaru sobre en Sasuke potencia la seva força de tal manera que els ninges d’Oto s'han de batre en retirada. Què es proposa l’Orochimaru!? Continua l’examen de chûnin...                                                            |                                                                            |                             |
| 8 | ISBN 978-84-8357-071-5 (Glénat/EDT) ISBN 978-84-15821-13-7 (Planeta Cómic) | 19 de gener de 2007         |
| Capítol: - 64: Missatge del mestre Hokage! - 65: Lluita a mort!! - 66: El consell de la Sakura - 67: Un poder extraordinari - 68: La sang dels Uchiha!! - 69: Un visitant terrorífic! - 70: Qui morirà...?! - 71: Un mur massa alt! - 72: Adversaris! |                                                                            |                             |
| En Naruto i els seus companys superen la segona prova i, quan pensaven que podrien passar directament a la tercera, els diuen que abans han de superar una preselecció!! En Kabuto no s'ho pensa i es retira abans de començar...! S'obre el teló d’una sèrie de combats individuals entre els vint participants més destacats...!!                                                                                 |                                                                            |                             |
| 9 | ISBN 978-84-8357-081-4 (Glénat/EDT) ISBN 978-84-15821-14-4 (Planeta Cómic) | 23 de febrer de 2007        |
| Capítols: - 73: Declaració de derrota?! - 74: El sisè combat... I després...! - 75: Els progressos d'en Naruto! - 76: En Kiba contraataca!! En Naruto contraataca?! - 77: L'estratègia d'en Naruto! - 78: La Hinata i en Neji - 79: El clan Hyûga - 80: Més enllà del limit - 81: En Gaara vs... |                                                                            |                             |
| El torneig de lluites individuals en què participen els vint aspirants a un màxim de deu places per a la tercera prova es troba en plena incandescència!! Fins ara, en Sasuke, en Shino i en Kankurô s'han endut la victòria als seus respectius combats i ara assistim al clímax del que enfronta l’Ino i la Sakura. Quan li tocarà a en Naruto!? I, tot just després, tindrem una lluita preparada pel destí...!? |                                                                            |                             |
| 10 | ISBN 978-84-8357-107-1 (Glénat/EDT) ISBN 978-84-15821-15-1 (Planeta Cómic) | 23 de març de 2007          |
| Capítols: - 82: El secret d'en Lee! - 83: La defensa perfecta... destrossada?! - 84: El geni de l'esforç! - 85: Ara sí...! - 86: Un ninja digne! - 87: S'acaba la fase preliminar! - 88: I en Sasuke...?! - 89: El desig d'en Naruto! - 90: I el meu entrenament, què?! |                                                                            |                             |
| El torneig preliminar de la tercera prova està en plena ebullició! A en Gaara, que pot controlar a voluntat la sorra que duu a la carbassa, li toca enfrontar-se a en Lee, que es disposa a lluitar únicament amb tècniques de taijutsu. La increïble força física d’en Lee posa en Gaara contra les cordes; què passarà ara...!?                                                                                   |                                                                            |                             |
| 11 | ISBN 978-84-8357-155-2 (Glénat/EDT) ISBN 978-84-15821-16-8 (Planeta Cómic) | 20 d'abril de 2007          |
| Capítols: - 91: Deixeble busca mestre?! - 92: Konoha, Oto, Suna i...! - 93: Motivacions ardents! - 94: La clau...! - 95: Encontre! - 96: Un visitant inesperat! - 97: La raó d'existir! - 98: Un fracassat amb orgull! - 99: Comença l'última prova! |                                                                            |                             |
| Per tal de preparar-se per a la fase final de la “tercera prova”, en Naruto comença a entrenar-se sota la tutela d’un misteriós ermità Gama-Sennin. Mentrestant, en Dosu desafia en Gaara però cau derrotat immediatament... D’això en són testimonis en Kabuto i en Baki, un jônin de Suna!! Els detalls d’una conspiració secreta queden al descobert!!                                                           |                                                                            |                             |
| 12 | ISBN 978-84-8357-170-5 (Glénat/EDT) ISBN 978-84-15821-17-5 (Planeta Cómic) | 25 de maig de 2007          |
| Capítols: - 100: Mentalitat de Kamikaze! - 101: Un altre...! - 102: L'ocell engabiat! - 103: Inútil! - 104: Força per canviar! - 105: Emprenguem el vol! - 106: En Sasuke és desqualificat?! - 107: L'home amb l'os a l'esquena! - 108: La clau de la victòria! |                                                                            |                             |
| En Neji, un ninja d’elit, o en Naruto, un inútil!? L’examen d’ascens a chûnin arriba a la prova final, que consta de diferents combats. Al primer, s'enfronten aquests dos ninges de Konoha, diferents com la nit i el dia. En Naruto ataca amb totes les seves forces en Neji, el geni que lluita tot duent un terrible segell!! Ha arribat el moment de passar comptes...!!                                       |                                                                            |                             |
| 13 | ISBN 978-84-8357-188-0 (Glénat/EDT) ISBN 978-84-15821-18-2 (Planeta Cómic) | 29 de juny de 2007          |
| Capítols: - 109: Fulles esvalotades! - 110: A la fi...! - 111: En Sasuke contra en Gaara! - 112: El taijutsu d'en Sasuke! - 113: El motiu de l'endarreriment! - 114: Atac sorpresa! - 115: S'acaba l'examen de chûnin! - 116: La destrucció de Konoha! - 117: Una nova missió! |                                                                            |                             |
| S'ha fet esperar, però en Sasuke ja és aquí!! Entra a l’estadi acompanyat per en Kakashi i comença el combat contra el terrible Gaara, que amb prou feines pot contenir les ànsies de matar!! En Sasuke pren la iniciativa i escomet en Gaara!! Com acabarà tot plegat!? |                                                                            |                             |
| 14 | ISBN 978-84-8357-257-3 (Glénat/EDT) ISBN 978-84-15821-19-9 (Planeta Cómic) | 27 de juliol de 2007        |
| Capítols: - 118: Fre! - 119: La meva vida! - 120: Hokage vs. Hokage! - 121: Un experiment terrible! - 122: Una voluntat que es transmet! - 123: L'últim segell - 124: Una batalla eterna! - 125: Es desperta el monstre! - 126: Distracció! |                                                                            |                             |
| L’Orochimaru ha aixecat una barrera i s'hi ha tancat a dins junt amb el tercer Hokage!! A més a més, fa servir la tècnica prohibida “edo tensei” per ressuscitar els anteriors Hokage. D’altra banda, en Naruto i els altres continuen perseguint frenèticament en Sasuke i en Gaara, però els assassins de l’Orochimaru els estalonen.                                                                             |                                                                            |                             |
| 15 | ISBN 978-84-8357-406-5 (Glénat/EDT) ISBN 978-84-8357-406-5 (Planeta Cómic) | 31 d'agost de 2007          |
| Capítols: - 127: Sentir-se viu!! - 128: Superar els límits!! - 129: Dolor!! - 130: Amor!! - 131: El nom "Gaara"!! - 132: Tots dos... Tenebres i llum - 133: Ser fort!! - 134: El llibre de tècniques ninja d'en Naruto!! - 135: Un combat tempestuós!! |                                                                            |                             |
| En Gaara es transforma en una criatura horrible davant d’en Sasuke!! En Sasuke intenta contraatacar amb coratge tot fent servir el chidori, la seva tècnica secreta, però el poder del segell malèfic l’acaba doblegant! En Naruto i la Sakura arriben finalment per salvar en Sasuke, però la metamorfosi d’en Gaara continua sense parar!!                                                                        |                                                                            |                             |
| 16 | ISBN 978-84-8357-407-2 (Glénat/EDT) ISBN 978-84-15821-21-2 (Planeta Cómic) | 28 de setembre de 2007      |
| Capítols: - 136: Un últim atac!! - 137: Els ninges de Konoha!! - 138: Culmina la destrucció de Konoha!! - 139: I el seu nom és...!! - 140: Aproximació!! - 141: Itachi Uchiha!! - 142: En Kakashi contra l'Itachi - 143: El llegat del quart Hokage!! - 144: Els perseguidors!! |                                                                            |                             |
| En Naruto s'abalança sobre en Gaara en un atac desesperat per salvar aquells a qui s'estima!! Mentrestant, la terrible batalla mortal de l'Orochimaru contra el Hokage s'està a punt d'acabar...!! Culmina la destrucció de Konoha!! Però dos ombres ominoses s'atansen a la vila!! |                                                                            |                             |
| 17 | ISBN 978-84-8357-409-6 (Glénat/EDT) ISBN 978-84-15821-22-9 (Planeta Cómic) | 26 d'octubre de 2007        |
| Capítols: - 145: Records de desesperació - 146: Amb l'odi...!! - 147: És la meva lluita!! - 148: El poder de l'Itachi! - 149: La llegendària!! - 150: Comença l'entrenament?! - 151: Oportunitat!! - 152: La segona etapa - 153: Els cercadors!! |                                                                            |                             |
| En Naruto se’n va amb en Jiraiya en un viatge d’entrenament, però dos visitants inesperats truquen a la porta... Quin és l’objectiu d’en Kisame Hoshigaki i l’Itachi Uchiha, el germà d’en Sasuke? Proven de segrestar en Naruto, que els planta cara, però en Sasuke irromp en l’escena! |                                                                            |                             |
| 18 | ISBN 978-84-8357-415-7 (Glénat/EDT) ISBN 978-84-15821-23-6 (Planeta Cómic) | 23 de novembre de 2007      |
| Capítols: - 154: Assolit!! - 155: La tercera etapa - 156: L'acord! - 157: Què responeu? - 158: No ho consento!! - 159: Aposta!! - 160: El penjoll de la mort!! - 161: La decisió de la Tsunade - 162: Un cor sotmès!! |                                                                            |                             |
| Han destruït el castell de Tanzaku!! La Tsunade es topa amb l’Orochimaru i, en una situació tensa i insostenible, li ofereix un acord diabòlic a canvi que li curi els braços... Just després, davant de la Tsunade, terriblement confosa, apareixen en Jiraiya i en Naruto! Quina decisió prendrà!? |                                                                            |                             |
| 19 | ISBN 978-84-8357-434-8 (Glénat/EDT) ISBN 978-84-15821-24-3 (Planeta Cómic) | 28 de desembre de 2007      |
| Capítols: - 163: Allò que no desapareix! - 164: Especialistes en medicina! - 165: En Naruto ataca!! - 166: El talent d'un ninja! - 167: Tal com vam quedar! - 168: Només una última vegada - 169: Jugar-se la vida! - 170: Atac a tres bandes! - 171: El successor |                                                                            |                             |
| "Aquest sentiment és l'única cosa que no em fa el favor de desaparèixer..." L'existència d'en Naruto és el factor que elimina els dubtes del cor de la Tsunade! En Jiraiya, en Naruto i la Shizune arriben just per ajudar-la a combatre l'Orochimaru i en Kabuto!! Comença una batalla com mai hagi estat vista!!                                                                                                  |                                                                            |                             |
| 20 | ISBN 978-84-8357-435-5 (Glénat/EDT) ISBN 978-84-15821-25-0 (Planeta Cómic) | 25 de gener de 2008         |
| Capítols: - 172: El retorn - 173: Aquells que es torturen - 174: Cadascú pensa diferent! - 175: En Naruto contra en Sasuke! - 176: Ser rivals - 177: Els quatre d'Oto - 178: La temptació d'Oto!! - 179: No ho oblidis!! - 180: T'ho prometo!! |                                                                            |                             |
| La Tsunade torna a la Vila oculta de Konoha com a cinquena Hokage! Poc després de ser investida en el nou càrrec, s'afanya immediatament a curar en Kakashi i en Sasuke. Però i en Lee!? Com es troba!? D'altra banda, en Sasuke, encara convalescent, desafia en Naruto a un combat... |                                                                            |                             |
| 21 | ISBN 978-84-8357-436-2 (Glénat/EDT) ISBN 978-84-15821-26-7 (Planeta Cómic) | 22 de febrer de 2008        |
| Capítols: - 181: Comença la batalla! - 182: Reunió! - 183: La promesa d'una vida - 184: Oto contra Konoha! - 185: Perseguint els d'Oto! - 186: El pla... Fracassa?! - 187: Suplicar per la vida! - 188: Els ninges de Konoha! - 189: El poder de la confiança! - 190: Imperdonable! |                                                                            |                             |
| En Sasuke abandona els seus companys i deixa enrere la vila de Konoha... Pot ser perquè el seu cor pertany a l'Orochimaru...!? En Shikamaru, a qui tot just han nomenat chûnin, rep ordres de la cinquena Hokage i reuneix en Naruto, en Neji, en Kiba i en Chôji per fer-lo tornar a la vila. Tots cinc nois, amb el gos, surten immediatament a perseguir en Sasuke...                                            |                                                                            |                             |
| 22 | ISBN 978-84-8357-437-9 (Glénat/EDT) ISBN 978-84-15821-27-4 (Planeta Cómic) | 28 de març de 2008          |
| Capítols: - 191: Companys! - 192: Estratègia! - 193: Game over - 194: A les palpentes - 195: La manera de guanyar! - 196: L'enemic més poderós! - 197: Disposat a morir! - 198: Metempsicosi! - 199: Desitjos! |                                                                            |                             |
| En Chôji s'empassa l'orgull i aconsegueix derrotar en Jirôbô, però finalment també cau... D'altra banda, en Shikamaru, en Naruto, en Neji i en Kiba assumeixen que s'hauran d'enfrontar als ninges d'Oto per separat. En Neji s'enfronta amb el byakugan a en Kidômaru, que fa anar uns fils similars a una teranyina. Comença una batalla a mort!                                                                  |                                                                            |                             |
| 23 | ISBN 978-84-8357-438-6 (Glénat/EDT) ISBN 978-84-15821-28-1 (Planeta Cómic) | 11 d'abril de 2008          |
| Capítols: - 200: Tal com calculava! - 201: Error de càlcul! - 202: Tres desitjos! - 203: El secret d'en Sakon - 204: L'habilitat de l'Ukon - 205: La decisió d'en Kiba! - 206: Una situació difícil! - 207: Avantatge al contrari - 208: El primer moviment sempre és un parany! |                                                                            |                             |
| Quan es pensaven que per fi havien recuperat la bóta on dorm en Sasuke, un nou enemic desconegut es presenta davant d'en Naruto i els seus companys!! Comencen tres combats mortals: en Naruto contra en Kimimaro, en Shikamaru contra la Tayuya i en Kiba i l'Akamaru contra en Sakon!! No us podeu perdre aquestes lluites!!                                                                                      |                                                                            |                             |
| 24 | ISBN 978-84-8357-439-3 (Glénat/EDT) ISBN 978-84-15821-29-8 (Planeta Cómic) | 30 de maig de 2008          |
| Capítols: - 209: Arriben els reforços! - 210: El secret d'en Lee! - 211: Irregular! - 212: Tres entre l'espasa i la paret! - 213: Un gran favor! - 214: Retirada momentània! - 215: Gaara del desert - 216: Pica i escut! - 217: Per a algú que ens importa |                                                                            |                             |
| Mentre en Naruto i en Kimimaro continuen el seu duel a mort, la bóta en què dorm en Sasuke explota! En Sasuke en surt i marxa sense ni tan sols mirar en Naruto. Que potser ja és massa tard? Malgrat tot, els combats entre els ninges encara no s'han acabat! I en mig de les lluites, hi ha un nou moviment!? |                                                                            |                             |
| 25 | ISBN 978-8-483-57440-9 (Glénat/EDT) ISBN 978-84-15821-30-4 (Planeta Cómic) | 20 de juny de 2008          |
| Capítols: - 218: Companys de Konoha! - 219: Passat i futur - 220: Germà gran, germà petit - 221: Un germà inabastable - 222: L'Itachi, sota sospita - 223: En Sasuke i el seu pare - 224: Aquell dia...! - 225: Enmig de les tenebres! - 226: Al meu millor amic! |                                                                            |                             |
| En Sasuke deixa enrere la vila i els seus companys perquè anhela el poder" que li ofereix l’Orochimaru! D’altra banda, en Naruto prova d’arrossegar-lo per la força, però se’n sortirà...!? Mentre lluita contra en Naruto, els records del seu germà Itachi assalten com un huracà la ment d’en Sasuke!! |                                                                            |                             |
| 26 | ISBN 978-84-8357-802-5 (Glénat/EDT) ISBN 978-84-15821-33-5 (Planeta Cómic) | 25 de juliol de 2008        |
| Capítols: - 227: Chidori vs Rasengan! - 228: El pressentiment d'en Kakashi - 229: Vincles! - 230: El moment del despertar! - 231: Un poder especial! - 232: La vall del final - 233: No podia acabar pitjor! - 234: El dia del comiat! - 235: El fracàs de la missió! |                                                                            |                             |
| Si mata el seu millor amic, aconseguirà el “poder”... Tal com li va dir el seu germà Itachi, en Sasuke es disposa a destruir en Naruto, a qui considera el seu “amic més íntim”! El rasengan d’en Naruto s'enfronta al chidori d’en Sasuke!! Qui serà el vencedor d’aquest combat a mort sense precedents!? |                                                                            |                             |
| 27 | ISBN 978-84-8357-803-2 (Glénat/EDT) ISBN 978-84-15821-32-8 (Planeta Cómic) | 22 d'agost de 2008          |
| Capítols: - 236: La promesa incompleta - 237: Idiota! - 238: El dia de la sortida! LA SAGA D'EN KAKASHI - Joves al camp de batalla - - Cap. 1: Comença la missió! (239) - Cap. 2: Treballar en equip! (240) - Cap. 3: Un heroi de veritat (241) - Cap. 4: El ninja ploramiques (242) - Cap. 5: El regal (243) - Cap. 6: L'heroi del sharingan (244)                                                                 |                                                                            |                             |
| Després de la batalla, en Naruto no va poder fer que en Sasuke tornés a la vila... Ara bé, per a ell i els altres joves ninges de Konoha, s'obren les portes d’un nou viatge. Aquest volum inclou també la història La saga d’en Kakashi –Joves al camp de batalla–!! |                                                                            |                             |
| 28 | ISBN 978-84-8357-804-9 (Glénat/EDT) ISBN 978-84-15821-31-1 (Planeta Cómic) | 19 de setembre de 2008      |
| Capítols: - 245: El retorn d'en Naruto! - 246: Els progressos de tots dos! - 247: Els infiltrats a Suna - 248: Suna contraataca! - 249: Un bon Kazekage! - 250: La primera missió del nou equip! - 251: Cap a Suna! - 252: Sentiments desbocats! - 253: Reforços de confiança! |                                                                            |                             |
| Han passat dos anys i escaig... Després d’entrenar-se amb en Jiraiya, un Naruto molt més fornit torna a la vila de Konoha...!! Però abans d’haver tingut temps de retrobar-se amb els seus antics companys, li arriba la notícia que els malvats “Akatsuki” ataquen en Gaara, que ara és el Kazekage de Suna!! Comença una segona part d’allò més trepidant!!                                                       |                                                                            |                             |
| 29 | ISBN 978-84-8357-805-6 (Glénat/EDT) ISBN 978-84-15821-34-2 (Planeta Cómic) | 17 d'octubre de 2008        |
| Capítols: - 254: Germans! - 255: Aproximació! - 256: Els interceptors! - 257: El grau d'experiència d'en Kakashi - 258: Gai vs Kisame! - 259: El poder de l'Itachi! - 260: Kakashi vs Itachi - 261: Els jinchûriki! - 262: Sentiments desbocats! |                                                                            |                             |
| En Naruto i els seus companys fan cap al cau dels “Akatsuki” per rescatar en Gaara, que ha caigut a les seves mans! Però l’Itachi els barra el pas!! D’altra banda, davant de l’altre esquadró, liderat per en Gai, hi apareix en Kisame!! Se’n sortirà en Gaara, de tot aquest enrenou...!? |                                                                            |                             |
| 30 | ISBN 978-84-8357-806-3 (Glénat/EDT) ISBN 978-84-15821-35-9 (Planeta Cómic) | 14 de novembre de 2008      |
| Capítols: - 263: Crida amb ràbia! - 264: L'art d'en Sasori! - 265: La Chiyo i la Sakura - 266: Apareix en Sasori! - 267: Una decisió complicada! - 268: Titellaire vs. titellaire! - 269: Allò que puc fer! - 270: Error de càlcul! - 271: Un poder desconegut! |                                                                            |                             |
| En Naruto i els seus companys irrompen al cau dels "Akatsuki"... I la primera cosa que hi veuen és el cos inert d'en Gaara! En Naruto, enfurismat, surt a perseguir en Deidara després que marxi volant. Mentrestant, la Sakura i la vella Chiyo romanen a la cova per barrar-li la sortida a en Sasori! |                                                                            |                             |
| 31 | ISBN 978-84-8357-833-9 (Glénat/EDT) ISBN 978-84-15821-36-6 (Planeta Cómic) | 19 de desembre de 2008      |
| Capítols: - 272: La Chiyo vs. en Sasori! - 273: L'última batalla! - 274: Un somni irrealitzable - 275: El premi! - 276: Un nou sharingan! - 277: El cim d'un art! - 278: La mort d'en Gaara - 279: Un poder molt estrany! - 280: Sentiments llegats! |                                                                            |                             |
| S'acosta la fi de la funció! La Sakura i la Chiyo corren un gran perill en plena batalla acarnissada contra en Sasori, el qual ha convertit el seu propi cos en un titella. Com s'acabarà aquesta lluita intestina...? Mentrestant, contribuirà el nou sharingan a posar punt final a l’enfrontament d’en Naruto i en Kakashi contra en Deidara!?                                                                   |                                                                            |                             |
| 32 | ISBN 978-84-8357-834-6 (Glénat/EDT) ISBN 978-84-15821-37-3 (Planeta Cómic) | 30 de gener de 2009         |
| Capítols: - 281: El camí cap a en Sasuke! - 282: El retorn de l'equip Kakashi - 283: Buscant membres! - 284: Els nous companys! - 285: Un de l'"Arrel"! - 286: En Naruto, en Sasuke i la Sakura - 287: Sense títol - 288: Sentiments incompresos - 289: L'espia dels "Akatsuki"! |                                                                            |                             |
| Neix un nou grup d’en Kakashi! En “Yamato”, membre de l’anbu, és nomenat capità del grup mentre en Kakashi es recupera! D’altra banda, en Sai, que prové de la secció de formació de l’anbu “Arrel”, entra en substitució d’en Sasuke. Sembla que en Sai hagi perdut la capacitat de tenir cap sentiment, cosa que exaspera en Naruto i la Sakura...!!                                                              |                                                                            |                             |
| 33 | ISBN 978-84-8357-835-3 (Glénat/EDT) ISBN 978-84-15821-38-0 (Planeta Cómic) | 20 de febrer de 2009        |
| Capítols: - 290: El resultat de la traïció! - 291: El gallet de la fúria! - 292: La tercera! - 293: Fora de si! - 294: La quarta! - 295: Al Kyûbi! - 296: Una trista conclusió - 297: La missió d'en Sai! - 298: Una missió estrictament confidencial! - 299: L'origen de la força! |                                                                            |                             |
| El Kyûbi s'ha desbocat!! El grup d’en Naruto entra en contacte amb en Kabuto, un espia dels “Akatsuki”, i descobreixen que l’Orochimaru fa temps que havia desfet la tècnica que el feia estar a les ordres de l’organització. En veure que el pla ha fra cassat, l’Orochimaru anomena en Sasuke i provoca els nos tres herois. En Naruto, enrabiat, allibera el poder del Kyûbi...!!                               |                                                                            |                             |
| 34 | ISBN 978-84-8357-836-0 (Glénat/EDT) ISBN 978-84-15821-39-7 (Planeta Cómic) | 30 d'abril de 2009          |
| Capítols: - 300: El conte d'en Sai! - 301: En Sai i en Sasuke! - 302: Infiltració! - 303: La traïció d'en Sai! - 304: El revers de la traïció! - 305: El vincle que ens uneix - 306: El retrobament! - 307: Per capritx! - 308: El poder d'en Sasuke! - 309: Conversa amb en Kyùbi! |                                                                            |                             |
| En Naruto i els seus companys arriben al cau de l’Orochimaru! Després d’infiltrar-s'hi, hi troben en Sai i qüestionen tot el que ha fet. La conversa, durant la qual queden palesos els forts vincles que uneixen en Naruto amb en Sasuke, fa que en Sai recuperi els sentiments que havia perdut. Ara, després de dos anys i mig, arriba el moment de retrobar-se!!                                                |                                                                            |                             |
| 35 | ISBN 978-84-8357-837-7 (Glénat/EDT) ISBN 978-84-15-82140-3 (Planeta Cómic) | 26 de juny de 2009          |
| Capítols: - 310: Títol - 311: El sobrenom - 312: L'amenaça que s'acosta en silenci! - 313: Un nou equip! - 314: La invasió dels "Akatsuki"! - 315: Un entrenament especial! - 316: Comença l'entrenament! - 317: El principi del malson! - 318: L'entrenament funciona - 319: Allò que l'empeny |                                                                            |                             |
| “Doncs aleshores només cal que us torneu més forts que ell, oi?” Amb aquestes paraules, en Kakashi li proposa un nou mètode d’entrenament a un Naruto desesperat per no haver pogut endur-se en Sasuke per culpa de l’enorme diferència de forces! Mentrestant, una nova parella dels “Akatsuki” s'acosta al país del Foc...!!                                                                                      |                                                                            |                             |
| 36 | ISBN 978-84-8357-838-4 (Glénat/EDT) ISBN 978-84-15821-41-0 (Planeta Cómic) | 21 d'agost de 2009          |
| Per tal de superar el quart Hokage, en Naruto continua entrenant-se de valent. L’objectiu és aconseguir inventar una nova tècnica de nivell S!! Mentrestant, el grup de l’Asuma, que buscava els “Akatsuki”, n’aconsegueix atrapar dos! En Shikamaru i els altres tenen èxit amb el seu atac sorpresa, però ara s'enfronten al terrible poder dels contrincants!!                                                   |                                                                            |                             |
| 37 | ISBN 978-84-8357-82-78 (Glénat/EDT) ISBN 978-84-15821-42-7 (Planeta Cómic) | 30 d'octubre de 2009        |
| Capítols: - 330: Una notícia trista! - 331: Som-hi, grup 10! - 332: Així lluita en Shikamaru! - 333: Compatibilitat! - 334: Una transfiguració tenebrosa! - 335: El terrible secret! - 336: Canvi de situació! - 337: El geni d'en Shikamaru! - 338: Quan maleeixes algú - 339: La nova tècnica! |                                                                            |                             |
| Venjança! En Naruto rep la notícia de la mort de l’Asuma durant el seu duríssim entrenament. Però no hi ha temps per plorar, perquè el grup 10, amb en Kakashi com a nou líder, s'ha d’enfrontar a uns membres dels “Akatsuki” que s'han infltrat un altre cop a Konoha. Les estratègies d’en Shikamaru funcionen molt bé contra els enemics, però llavors en Kakuzu fa palès el seu poder extraordinari!!          |                                                                            |                             |
| 38 | ISBN 978-84-8357-828-5 (Glénat/EDT) ISBN 978-84-15821-43-4 (Planeta Cómic) | 11 de desembre de 2009      |
| Capítols: - 340: La corda fluixa - 341: Els fruits de l'entrenament! - 342: El rei! - 343: Despietat - 344: La serp i - 345: La cerimònia! - 346: El secret de la nova tècnica! - 347: Una volta! - 348: La següent! - 349: A l'amagatall nord |                                                                            |                             |
| Una nova tècnica entra en escena!! El fûton-rasen shuriken d’en Naruto, la tècnica que ni tan sols el quart Hokage va arribar a dominar mai, esmicola en Kakuzu...! Mentrestant, en Sasuke ataca l’Orochimaru. La lluita a mort entre mestre i deixeble és cada vegada més aferrissada... Qui roman a l’interior del cos d’en Sasuke al final del cara a cara!?                                                     |                                                                            |                             |
| 39 | ISBN 978-84-9947-201-0 (Glénat/EDT) ISBN 978-84-15821-44-1 (Planeta Cómic) | 19 de febrer de 2010        |
| En Sasuke aconsegueix que en Jûgo, l’original de la “maledicció”, s'uneixi al seu grup. Ara que són quatre, en Sasuke forma un esquadró per tal d’assolir el seu objectiu! Konoha i els “Akatsuki”, que s'ensumen alguna cosa, es posen encara més en guàrdia. En Naruto, que intueix que l’objectiu d’en Sasuke és l’Itachi, es posa en marxa amb un nou equip!!                                                   |                                                                            |                             |
| 40 | ISBN 978-84-9947-217-1 (Glénat/EDT) ISBN 978-84-15821-45-8 (Planeta Cómic) | 16 d'abril de 2010          |
| L’art és explosió!! En Deidara recorre a la seva tècnica C4 Karura, que s'havia reservat fins ara. Una miríada de bombes de mida ultradiminuta s'abalança sobre en Sasuke, que sembla que ha estat derrotat. Malgrat tot, el sharingan li permet veure-ho tot i anticipar-se!! En Deidara, acorralat, utilitza la seva tècnica definitiva, que executarà a canvi de la seva pròpia vida...!!                        |                                                                            |                             |
| 41 | ISBN 978-84-9947-218-8 (Glénat/EDT) ISBN 978-84-15821-46-5 (Planeta Cómic) | 25 de juny de 2010          |
| La Konan i en Pain, el líder dels “Akatsuki”, es posen en marxa per caçar en Jiraiya, que s'ha infiltrat a la vila oculta d’Ame. El misteriós Pain resulta ser algú que en Jiraiya coneix molt bé...! Què va passar entre ells i quin terrible poder posseeix en Pain!? |                                                                            |                             |
| 42 | ISBN 978-84-9947-219-5 (Glénat/EDT) ISBN 978-84-15821-47-2 (Planeta Cómic) | 20 d'agost de 2010          |
| La veritable identitat d’en Pain, considerat tot un déu, es manifesta a través de sis guerrers que controlen el rinnegan. A en Jiraiya li sembla entreveure les faccions d’en Yahiko, un dels seus antics deixebles, en un d’ells. Podrà arribar a la resposta definitiva!? D’altra banda, en Sasuke es retroba finalment amb l’Itachi. Comença l’impressionant cara a cara dels dos germans!!                      |                                                                            |                             |
| 43 | ISBN 978-84-9947-220-1 (Glénat/EDT) ISBN 978-84-15-82148-9 (Planeta Cómic) | 29 d'octubre de 2010        |
| |                                                                            |                             |
| 44 | ISBN 978-84-9947-221-8 (Glénat/EDT) ISBN 978-84-15821-49-6 (Planeta Cómic) | 31 de desembre de 2010      |
| Després d’esbrinar la veritat sobre el seu germà, en Sasuke decideix emprendre el seu propi camí! Com que el seu objectiu coincideix amb el dels “Akatsuki”, decideixen unir forces per atrapar les bèsties bijû. Mentrestant, un vell gripau ermità porta a Konoha la notícia de la mort d’en Jiraiya i el seu missatge pòstum. Però en Naruto es nega a acceptar la mort del seu mestre...!!                      |                                                                            |                             |
| 45 | ISBN 978-84-9947-262-1 (Glénat/EDT) ISBN 978-84-15821-50-2 (Planeta Cómic) | 25 de febrer de 2011        |
| En Killer Bee allibera tot el poder del seu bijû i llança un contraatac sobre en Sasuke i els seus! L’inconcebible chakra que es desplega davant seu acorrala en Sasuke i noqueja els seus companys!! Què faran ara!? D’altra banda, mentre en Naruto s'esforça a aprendre les tècniques senjutsu, un perill sense precedents amenaça la vila de Konoha!!                                                           |                                                                            |                             |
| 46 | ISBN 978-84-9947-263-8 (Glénat/EDT) ISBN 978-84-15821-51-9 (Planeta Cómic) | 15 d'abril de 2011          |
| Els sis Pain ataquen amb violència i transformen Konoha en un camp de batalla! Els ninges de la vila, tret de l’absent Naruto, lluiten en bloc per enfrontar-se a l’amenaça, però les tècniques desconegudes de l’enemic fan estralls entre les seves files. En Kakashi, que ha esgotat tot el seu chakra, s'ha d’enfrontar ara a en Tendô!                                                                         |                                                                            |                             |
| 47 | ISBN 978-84-9947-264-5 (Glénat/EDT) ISBN 978-84-15821-52-6 (Planeta Cómic) | 17 de juny de 2011          |
| Tot i que els potents atacs d’en Naruto en mode ermità posen en Pain contra les cordes, no pot evitar caure finalment a les xarxes de l’inesgotable poder del líder dels “Akatsuki”. En Pain afirma que vol implantar la seva pròpia justícia per frenar la cadena d’odi. Quina serà la resposta d’en Naruto!? |                                                                            |                             |
| 48 | ISBN 978-84-9947-236-2 (Glénat/EDT) ISBN 978-84-15821-53-3 (Planeta Cómic) | 22 d'agost de 2011          |
| En Naruto derrota l’últim Pain i per fi s'enfronta cara a cara al veritable Nagato!! Mentre pugna per contenir l’odi i els desitjos de venjança que sent pel seu enemic jurat, l’interroga sobre el seu passat per mirar de trobar una resposta. Descobrir la cadena d’odi que manté atrapat el món ninja ajudarà a en Naruto a arribar a la seva resposta!!                                                        |                                                                            |                             |
| 49 | ISBN 978-84-9947-266-9 (Glénat/EDT) ISBN 978-84-15821-54-0 (Planeta Cómic) | 28 d'octubre de 2011        |
| El Raikage convoca un consell especial amb els cinc Kage per enfonsar els sinistres plans dels “Akatsuki”. L’un darrere l’altre, els màxims representants de les viles arriben al país del Ferro! Mentrestant, amb la idea d’aturar d’una vegada per totes la cadena d’odi, en Naruto es planta davant del Raikage de la vila de Kumo, que està fermament disposat a assassinar en Sasuke...!!                      |                                                                            |                             |
| 50 | ISBN 978-84-9947-367-3 (Glénat/EDT) ISBN 978-84-15821-55-7 (Planeta Cómic) | 19 de desembre de 2011      |
| |                                                                            |                             |
| 51 | ISBN 978-84-9947-415-1 (Glénat/EDT) ISBN 978-84-15821-56-4 (Planeta Cómic) | 13 de febrer de 2012        |
| En Sai li revela a en Naruto, que està desorientat per la inesperada declaració d’amor de la Sakura, les veritables intencions d’ella. Poc després arriba en Gaara i li informa de tot el que ha passat al Consell dels Cinc Kage... Mentrestant, en Sasuke inicia el seu segon acte de venjança i atrapa en Danzô gràcies a l’ajuda d’en Madara!!                                                                  |                                                                            |                             |
| 52 | ISBN 978-84-9947-416-8 (Glénat/EDT) ISBN 978-84-15821-57-1 (Planeta Cómic) | Abril de 2012               |
| La set de venjança ha alterat totalment en Sasuke. Les paraules de la Sakurai en Kakashi no aconsegueixen penetrar la seva cuirassa per arribar-li al cor. En Sasuke utilitza el seu odi per llançar un atac amb el qual pretén matar-los,però en aquell moment apareix en Naruto al rescat! Anys més tard, per es reuneix el grup número set!!                                                                     |                                                                            |                             |
| 53 | ISBN 978-84-9947-417-5 (Glénat/EDT) ISBN 978-84-15821-58-8 (Planeta Cómic) | 18 de juny de 2012          |
| En Naruto comença a entrenar-se en una illa de la vila de Kumo amb l’objectiu de prendre el poder del Kyubi. Gràcies a en Bee aconsegueix desfer el segell, però en fer-ho queda atrapat en la malèfica voluntat de la guineu de nou cues. I allà es produeix un inesperat retrobament!! |                                                                            |                             |
| 54 | ISBN 978-84-9947-418-2 (Glénat/EDT) ISBN 978-84-15821-59-5 (Planeta Cómic) | 27 d'agost de 2012          |
| Un cop coneix i accepta les paraules que els seus pares li van deixar, en Naruto torna a créixer com a ninja! Gràcies a la nova capacitat que aconsegueix després de controlar el Kyûbi, descobreix i atrapa en Kisame, que estava infiltrat dins de la “Samehada”. La fera blava de Konoha s'interposa per tercera vegada al camí d’en Kisame, que pretén fugir amb informació vital per als aliats!               |                                                                            |                             |
| 55 | ISBN 978-84-15866-61-9 (Planeta Cómic)                                     | 4 de juny de 2013           |
| S'inicien les hostilitats a la Quarta Gran Guerra Ninja! L’exèrcit aliat ninja s'organitza en tropes per fer front als avanços dels “Akatsuki”. En Gaara, decidit a protegir en Naruto, pronuncia un discurs encès davant del seu exèrcit! Mentrestant, en Kabuto, que col·labora amb en Madara, ressuscita nombrosos ninges poderosos amb la tècnica de l’edo tensei!!                                             |                                                                            |                             |
| 56 | ISBN 978-84-15866-62-6 (Planeta Cómic)                                     | 4 de juny de 2013           |
| L’escenari de la batalla s'amplia! L’exèrcit ninja aliat continua lluitant a mort contra els set espadatxins ressuscitats. La tropa núm. 1, capitanejada per en Darui i situada a la primera línia del front, s'ha d’encarar amb els germans Kinkaku i Ginkaku, ninges llegendaris de la vila de Kumo! Tindran possibilitats de vèncer uns rivals que posseeixen chakra del Kyûbi i unes temibles eines ninja...!?  |                                                                            |                             |
| 57 | ISBN 978-84-15866-63-3 (Planeta Cómic)                                     | 2 de juliol de 2013         |
| S'inicien les manipulacions dels enemics del nostre heroi. En Naruto s'assabenta que en Madara ha iniciat una guerra per atrapar-lo i, contra els consells de l'Iruka, decideix anar al camp de batalla per tallar-ho de soca-rel. Això desencadena una sèrie de ràtzies entre ambdós bàndols que involucren a mestres Kage del passat.                                                                             |                                                                            |                             |
| 58 | ISBN 978-84-15866-64-0 (Planeta Cómic)                                     | 2 de juliol de 2013         |
| En Madara utilitza els poders dels Zetsu blancs per sembrar el caos al camp de batalla i forçar la incorporació d’en Naruto a la contesa. En Naruto, capaç de detectar la presència enemiga, es posa en marxa cap a tots els fronts per salvar els seus companys! Mentrestant, a la posició del gruix de les tropes, en Gaara i l’Oonoki han de fer front a les envestides de mestres Kage del passat...!           |                                                                            |                             |
| 59 | ISBN 978-84-15866-65-7 (Planeta Cómic)                                     | 10 de setembre de 2013      |
| L’anterior Mizukage aconsegueix trencar la defensa perfecta d’en Gaara, que se les manega per llançar un nou atac en combinació amb l’Oonoki. Tanmateix, amb la tècnica ninja “Jokey Boy”, el Mizukage torna a capgirar la situació... A quina estratègia recorrerà ara en Gaara!? Pel seu cantó, després d’enviar còpies seves a tots els fronts, el cos original d’en Naruto se situa per fi davant d’en Madara!! |                                                                            |                             |
| 60 | ISBN 978-84-15866-66-4 (Planeta Cómic)                                     | 10 de setembre de 2013      |
| En Naruto i en Bee lluiten acarnissadament contra sis bijû. En Kakashi i en Gai arriben per ajudar-los, però el Yonbi s'empassa en Naruto. A dins de la bèstia es troba el cos original del bijû, que afirma que es diu Son Gokû! Pel seu cantó, mentrestant, en Sasuke també es posa en marxa...! |                                                                            |                             |
| 61 | ISBN 978-84-15866-67-1 (Planeta Cómic)                                     | 8 d'octubre de 2013         |
| El poder d’en Madara Uchiha és tan aclaparador que ni tan sols els cinc Kage el poden reduir. Ara, la Tsunade decideix trencar les normes dels ninges curanderos!? D’altra banda, l’Itachi i en Sasuke s'enfronten a en Kabuto amb la ferma intenció de desactivar l’edo tensei. Tots dos germans es fiquen junts en una batalla de la qual depèn la marxa de la guerra tota sencera...!!                           |                                                                            |                             |
| 62 | ISBN 978-84-15866-68-8 (Planeta Cómic)                                     | 8 d'octubre de 2013         |
| L’Itachi aconsegueix aturar en Kabuto i, per fi, desactivar l’edo tensei que tants estralls ha causat al camp de batalla! Però l’odi contra Konoha continua corcant en Sasuke malgrat que hagi estat testimoni de la proesa del seu germà. Quines seran les últimes paraules de l’Itachi abans de marxar!? Paral·lelament, la lluita al front d’en Naruto s'intensifica cada cop més...!!                           |                                                                            |                             |
| 63 | ISBN 978-84-15866-87-9 (Planeta Cómic)                                     | 22 d'octubre de 2013        |
| En Naruto i els seus companys esbrinen el funcionament de la tàctica de l’emmascarat! Quan en Kakashi descobreix que la tècnica en qüestió és del mateix tipus que el kamui, una sensació d’intranquil·litat l’envaeix. No se’n pot desempallegar. Enmig de la batalla, en Naruto, confiant cegament en els seus companys, llança un atac que aconsegueix destruir la màscara de l’enemic!                          |                                                                            |                             |
| 64 | ISBN 978-84-15866-88-6 (Planeta Cómic)                                     | 22 d'octubre de 2013        |
| Saber que l’home de la màscara és en realitat el seu antic company Obito altera visiblement en Kakashi. Tanmateix, les paraules d’en Naruto l’ajuden a sobreposar-se a l’impacte! En Naruto i els altres es llancen a l’atac cridant: “No consentiré que matis els meus companys!!!”. Malgrat tot, el Jûbi ressuscita....!                                                                                          |                                                                            |                             |
| 65 | ISBN 978-84-15921-51-6 (Planeta Cómic)                                     | 16 de gener de 2014         |
| Mentre la batalla d’en Naruto i els seus companys es fa cada cop més cruenta, en Sasuke arriba a la vila oculta de Konoha amb el seu grup i, amb l’objectiu d’assabentar-se de tota la veritat, insta l’Orochimaru a tornar a la vida els anteriors Hokages amb l’edo tensei!! Què és la “vila” per al Primer Hokage Hashirama!? I què hi ha al darrere de la història dels ninges...!?                             |                                                                            |                             |
| 66 | ISBN 978-84-16051-28-1 (Planeta Cómic)                                     | 29 d'abril de 2014          |
| En Naruto recorre a tot el poder del Kyûbi per protegir els seus companys de la força aclaparadora d’en Madara i els seus esbirros. Malgrat això, el poder destructiu del Jûbi, capaç de fer tremolar cel i terra, va acorralant a poc a poc a l’Exèrcit Aliat. Tots estan arribant al límit de les forces quan... Arriben al camp de batalla els millors reforços que hi pot haver!?                               |                                                                            |                             |
| 67 | ISBN 978-84-16051-41-0 (Planeta Cómic)                                     | 2 de setembre de 2014       |
| L'Obito s'ha transformat totalment en el jinchûriki del Jûbi, la bèstia de deu cues. Amb el bijû allotjat a dins, demostra un poder aclaparador quan fa caure la barrera protectora! La situació és desfavorable, però en Naruto i en Sasuke pugnen per trobar un forat pel qual llançar un contraatac amb els poders edo tensei dels Hokage. Què passarà!?                                                         |                                                                            |                             |
| 68 | ISBN 978-84-16090-42-6 (Planeta Cómic)                                     | 13 de gener de 2015         |
| L’anhel d’en Naruto aconsegueix insuflar un alè de vida als cors dels ninges, aclaparats pel poder de l’Obito! L’exèrcit en ple, els cinc Kage inclosos, uneix forces al camp de batalla per llançar-se sobre l’arbre sagrat! Mentrestant, en Naruto i en Sasuke col·laboren per provar d’aturar el tsukuyomi infinit de l’Obito...!!                                                                               |                                                                            |                             |
| 69 | ISBN 978-84-16244-42-3 (Planeta Cómic)                                     | 5 de maig de 2015           |
| En Madara recupera el seu cos gràcies a la rinne tensei no jutsu! En Naruto i els bijû s'hi enfronten, però en Madara aconsegueix el rinnegan gràcies a un Zetsu blanc. El Gedô Mazô, invocat un altre cop, captura els bijû... Arrenquen en Kurama del cos d’en Naruto! |                                                                            |                             |
| 70 | ISBN 978-84-16401-09-3 (Planeta Cómic)                                     | 6 d'octubre de 2015         |
| Per tal de poder enfrontar-se a en Madara un cop ha obtingut el poder d’en Rikudô després de capturar tots els bijû, en Gai obre l’última de les vuit portes: la de la mort! Aconseguirà el seu cop, en què va imbuïda tota la seva filosofia com a ninja, afectar en Madara!? Mentrestant, en Naruto, que està moribund... coneix al seu propi món psíquic el mateix Rikudô Sennin!?                               |                                                                            |                             |
| 71 | ISBN 978-84-16476-66-4 (Planeta Cómic)                                     | 12 de gener de 2016         |
| Un cop activat el tsukuyomi infinit, el món sencer ha quedat tancat dins d’un somni. La Kaguya aconsegueix reviure gràcies als esforços d’en Zetsu negre i es posa en marxa per a unificar tot el chakra! Després que en Rikudô Sennin els confiï el seu poder, en Naruto i en Sasuke s'enfronten a ella amb la intenció de segellar-la, però...                                                                    |                                                                            |                             |
| 72 | ISBN 978-84-16543-49-6 (Planeta Cómic)                                     | 5 d'abril de 2016           |
| Després d’aconseguir segellar la Kaguya, i quan tot semblava haver acabat, en Sasuke es rebel·la! Per culpa de les seves maneres de pensar diferents, aparentment irreconciliables, en Naruto i en Sasuke s'enfronten. S'obre el teló d’una batalla en què els dos herois s'ho juguen absolutament tot!! |                                                                            |                             |

### Naruto Jump Remix
| Núm. | Data de publicació en català | ISBN català       |
| --- | ---------------------------- | ----------------- |
| 1 | 17 d'abril de 2024           | 978-84-1161-145-9 |
| A la Vila Oculta de la Fulla, un xaval d'allò més problemàtic que estudia a l'escola de ninjes, en Naruto, es dedica a ordir gamberrada després de gamberrada. El somni d'en Naruto és arribar un dia a heretar el nom de Hokage, reservat als grans herois i de convertir-se en el millor ninja de tots els temps. Podrà en Naruto arribar a complir els seus anhels de grandesa?! |                              |                   |
| 2 | 12 de juny de 2024           | 978-84-1161-211-1 |
| En Sasuke ha protegit en Naruto i perd el coneixement!! La tristesa i ràbia que experimenta en Naruto fan que es produeixi un canvi al seu interior. Podrà la fúria d'en Naruto acabar amb en Haku? Quin serà el resultat de l'enfrontament entre en Zabuza i en Kakashi? |                              |                   |
| 3 | 9 d'octubre de 2024          | 978-84-1161-314-9 |
| "En Sasuke vindrà a mi". Amb aquestes estranyes paraules, l'Orochimaru desapareix davant dels ulls d'en Naruto i els seus companys. Però el segell malèfic de l'Orochimaru sobre en Sasuke potencia de tal manera el seu poder que els ninjes de la Vila del So es baten en retirada. Què és el que busca l'Orochimaru? I com es desenvoluparà la prova per ascendir a ninja de grau mitjà? |                              |                   |
| 4 | 27 de novembre de 2024       | 978-84-1161-366-8 |
| El torneig preliminar de la tercera prova està cremant! A en Gaara, capaç de controlar a la seva voluntat la sorra de la seva gerra, li toca enfrontar-se a en Lee, que es disposa a lluitar únicament amb tècniques físiques. La sorprenent força física d'en Lee té en Gaara contra les cordes! Què passarà ara...? |                              |                   |
| 5 | 15 de gener de 2025          | 978-84-1161-470-2 |
| En Sasuke per fi ha arribat. Ha fet la seva aparició a l'estadi en companyia d'en Kakashi. Comença el seu combat contra el temible Gaara, que amb prou feines conté els seus instints assassins. En Sasuke pren la iniciativa atacant en Gaara amb gran rapidesa. Quin serà el resultat!? |                              |                   |
| 6 | 12 de març de 2025           | 978-84-1161-471-9 |
| En Naruto passa de ser l’ovella negra de la Vila a lluitar per esdevenir Hokage, el ninja més poderós de Konoha. S'enfronta a innombrables reptes fins que arriba a la fase final de l’examen de chûnin, però llavors els ninges de Suna i d’Oto ataquen la vila, que esdevé un camp de batalla. En Naruto intenta protegir la Sakura, que ha resultat ferida, i tots els seus companys en una ferotge batalla cara a cara contra en Shukaku, el teixó monstruós en què s'ha transformat en Gaara. En Naruto fa esclatar tot el seu ésser en el seu atac contra en Gaara per salvar les persones que vol!! Mentrestant, la baralla mortal de l'Orochimaru contra el tercer Hokage arriba al punt àlgid...! Culmina la destrucció de la Fulla, però dues amenaçadores ombres planen ara sobre la Vila! |                              |                   |
| 7 | 14 de maig de 2025           | 978-84-1161-472-6 |
| La Tsunade torna a la Vila de Konoha com a cinquena Hokage! La primera cosa que fa després d´assumir el nou càrrec és curar les ferides d´enKakashi i d´en Sasuke. Però... Què li passa a en Lee!? Mentrestant, enSasuke, que amb prou feines s´ha recuperat, desafia en Naruto a combatre... |                              |                   |
| 8 | 2 de juliol de 2025          | 978-84-1161-473-3 |
| En Naruto passa de ser l'ovella negra de la Vila a lluitar per esdevenir Hokage, el ninja més poderós de Konoha. Després de l'atac de l'Orochimaru, el seu creixement com a ninja accelera de manera exponencial, cosa que irrita i posa nerviós en Sasuke, mentre que en Naruto només vol que el reconegui com a igual. Els nois no aconsegueixen arribar a un enteniment, de manera que comença el combat! Comencen els combats a mort! En Sasuke es desperta del seu estat de mort aparent. Què passarà quan en Naruto l'atrapi?! |                              |                   |